# クロークルーム

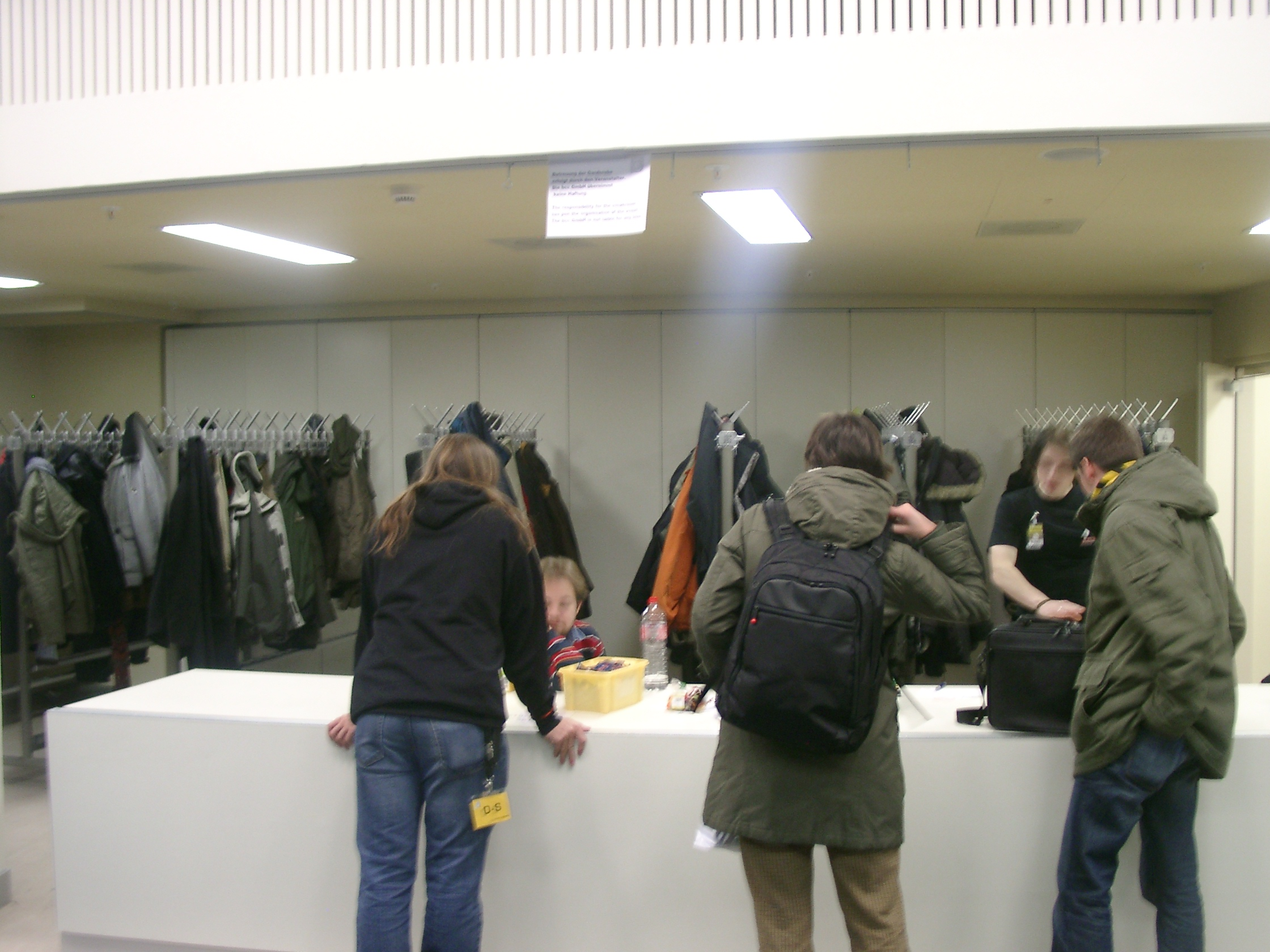
外国のクロークルーム

クロークルーム（英: cloakroom）とは、コートなどを掛けるための部屋のことである。

## 概要
一般に体育館や会議場のような大規模な建物に見られ、細長い部屋にコートや傘、帽子をかけられるように多数のペグ（掛け釘）が備え付けられている。
係付きクロークルームの場合はそれ専門のスタッフが配置され、コートやバッグが安全に保管される。この場合は一般に、衣類やバッグにタグが付けられて、客にはそれと対応した札（クローク札、クロークチケット）が渡される。ナイトクラブでよく見られる。
アメリカ合衆国上院では、上院議員が好んで隠れる場所として知られている。
イギリスではトイレの婉曲表現でもある。